# Киево (Тверская область)
Ки́ево — деревня в Калининском районе Тверской области. Относится к Кулицкому сельскому поселению.
Расположена в 20 км к северо-западу от Твери, на реке Кава.
Через деревню проходит автодорога «Глазково—Мухино», южнее деревни от этой дороги отходит автодорога «Медное— Кулицкая— Киево».
Население по переписи 2002 года — 31 человек, 15 мужчин, 16 женщин.